# 山麻杆
山麻杆（学名：Alchornea davidii）为大戟科山麻杆属下的一个种。生长在海拔300-1000米的沟谷或溪畔、河边的坡地灌丛中，或栽种于坡地。中国分布于陕西南部、四川东部和中部、云南东北部、贵州、广西北部、河南、湖北、湖南、江西、江苏、福建西部。模式标本采自陕西。